# James Edwards (actor)
James Johnson Edwards (Muncie, 6 de marzo de 1918-San Diego, 4 de enero de 1970) fue un actor estadounidense de cine y televisión. Su papel más famoso fue el del soldado Peter Moss en la película de 1949 Home of the Brave, en la que interpretó a un soldado negro que experimentaba prejuicios raciales mientras servía en el Pacífico Sur durante la Segunda Guerra Mundial.

## Carrera
Edwards se especializó en psicología en Knoxville College en Tennessee y continuó su educación en la Universidad del Noroeste, donde obtuvo una maestría en teatro. Mientras estaba matriculado en Northwestern, participó en producciones estudiantiles y en el Proyecto de Teatro Federal.
Durante la Segunda Guerra Mundial, fue nombrado primer teniente del Ejército de los Estados Unidos.
Después de la guerra apareció en los escenarios de Nueva York cuando asumió el papel del héroe de guerra en la obra de gira Deep Are the Roots.
A lo largo de su carrera como actor temprano y medio, Edwards interpretó a soldados afroamericanos, interpretando personajes como Home of the Brave (1949), Casco de acero (1951), Bright Victory (1951), Battle Hymn (1957), Men in War (1957), Blood and Steel (1959) y Pork Chop Hill (1959), así como un papel no acreditado en El motín del Caine (1954).
Se creía que originalmente fue elegido para Red Ball Express de Universal, pero fue reemplazado por Sidney Poitier cuando se negó a testificar ante el Comité de Actividades Antiestadounidenses.
Otros papeles notables fueron en The Killing (1956) de Stanley Kubrick y The Manchurian Candidate (1962) de John Frankenheimer.
Edwards fue prolífico en la televisión en la década de 1960, interpretando papeles de personajes en varias series como Peter Gunn, The Fugitive, «The Big Tall Wish» de The Twilight Zone, Burke's Law, Dr. Kildare y Mannix.
Uno de sus últimos papeles fue el del veterano ayuda de cámara personal del general George S. Patton, el sargento mayor William George Meeks, en la película Patton.

## Muerte
James Edwards murió el domingo 4 de enero de 1970 en San Diego, California. Estaba trabajando en el guion de una película en la casa de la familia de su esposa en San Diego cuando se quejó de dolores en el pecho. Fue trasladado al Sharp Memorial Hospital, donde murió. The New York Times informó que su edad fue de 42 años.

## Filmografía
- The Set Up (1949) como Luther Hawkins.
- Home of the Brave (1949) como el soldado Peter Moss.
- Manhandled (1949) como Henry, el mayordomo de Bennet (sin acreditar).
- Casco de acero (1951) como el cabo Thompson.
- Bright Victory (1951) como Joe Morgan.
- The Member of the Wedding (1952) como Honey Camden Brown.
- The Joe Louis Story (1953) como Jack 'Chappie' Blackburn.
- El motín del Caine (1954) como Whittaker (sin acreditar).
- Alfred Hitchcock presenta (1955-1956) (temporada 1, episodio 7: «Breakdown») como convicto; (temporada 1, episodio 15: «The Big Switch») como Ed.
- African Manhunt (1955) como guía nativo.
- Seven Angry Men (1955) como Ned Green.
- The Phenix City Story (1955) como Zeke Ward.
- The Killing (1956) como asistente de estacionamiento en pista.
- Battle Hymn (1957) como el teniente Maples.
- Men in War (1957) como el sargento Killian.
- Fräulein (1958) como el cabo S. Hanks.
- Tarzan's Fight for Life (1958) como Futa.
- Anna Lucasta (1958) como Eddie.
- Night of the Quarter Moon (1959) como Asa Tully.
- Pork Chop Hill (1959) como el cabo Jurgens.
- Blood and Steel (1959) como George.
- The Manchurian Candidate (1962) como el cabo Allen Melvin.
- Legend of Bearheart (1964), lanzado como Legend of the Northwest en 1978.[4]
- The Sandpiper (1965) como Larry Brant.
- El virginiano (1968, serie de TV) como The Mustangers.
- The Young Runaways (1968) como el sargento Joe Collyer.
- Coogan's Bluff (1968) como el sargento Jackson.
- Patton (1970) como el sargento mayor William George Meeks.
- Doomsday Voyage (1972) como oficial de la Guardia Costera (último papel cinematográfico).